# ヒップホップ系ファッション

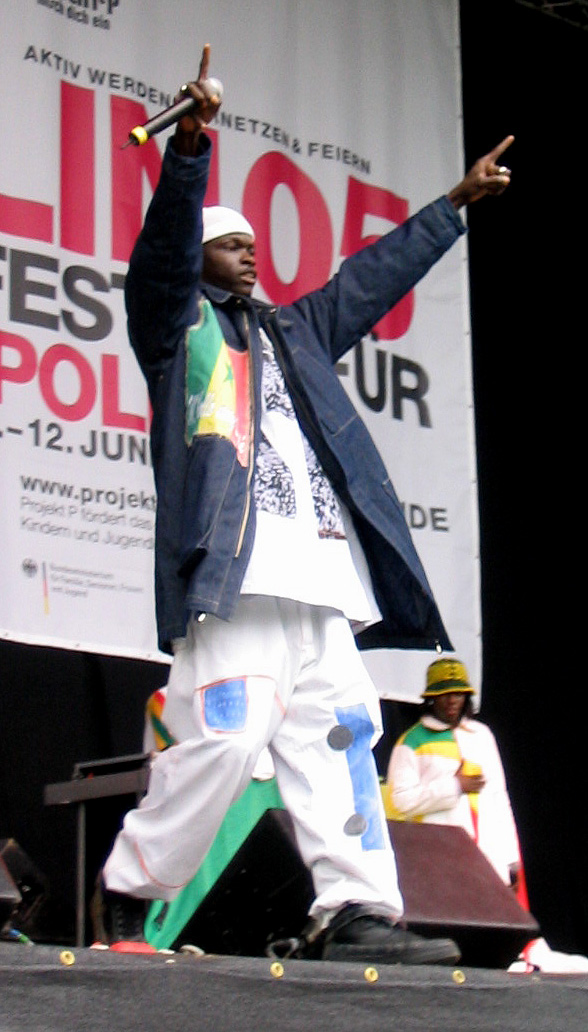
ダーラ・Jのメンバー、ファーダ・フレディ（2005年）

ヒップホップ系ファッション（ヒップホップけいファッション）は、ラッパーやDJ、ラップ・ファンらが好む服装や帽子、シューズ、装飾品を指すヒップホップ文化の一つである。

## 歴史
かつて「ヒップホップの4大要素」（ヒップホップの4大要素「ラップ、DJ、ブレイクダンス、グラフィティ」にアフリカ・バンバータが加えた知識や、ビートボックス）と同様、ファッションも若者にとっては重要だった。ボンバー・ジャケットやバック・ピースは当時、人気のファッションだった。ヒップホップ系ファッションは、アメリカ合衆国の大都市である東海岸のニューヨークと西海岸のロサンゼルスに住むアフリカ系アメリカ人の若者の生活に根付いたものであり、今日では世界中で目にすることのできる型が発信されている。ヒップホップ系ファッションは、ヒップホップ文化の表現と密接な関係にある。
ゴールドのチェーンはラッパーが最初に着用したわけではなく、1970年代にアイザック・ヘイズが身につけていたものを、ラッパーが引き継いだ形になた。1980年代のヒップホップ系ファッションは、その後も大きな変化を遂げ、世界の服飾分野の一部分を占めるようになった。1980年代には、カンゴール・ハット、指輪、巨大な「ドアノッカー」イヤリング（ロクサーヌ・シャンテやソルト・ン・ペパなどの女性ラッパーたちが愛用していたイヤリングを指す）、サングラス、アディダスのスニーカーといったアイテムを、ランDMC、LLクールJら当時の有名ラッパーが好んで着用した。同時に、カーティス・ブロウやビッグ・ダディー・ケインなどのMCたちによって、金のネックレスや他の宝石を身につけることも一般的となっていく。髪型の流行は、1980年代前半にはジェリーカール、後半にはハイトップフェイドが主流を占めていた。さらに黒人の誇りを高めていく運動との関わりが大きいクイーン・ラティファ、KRS-One、パブリック・エネミーなどの影響で、アフリカ的なチェーン、ドレッドロックス、赤・黒・緑の色使いの服装なども人気を集めていった。80年代のヒップホップ系ファッションは、オールドスクール・ヒップホップの最も重要な要素の一角を占めていた。さらに現在でも、アフマッドの「バック・イン・ザ・デイ」(1994)や、ミッシー・エリオットの「バック・イン・ザ・デイ」（2002）などの懐旧曲を通じて、当時を知らない若者たちに伝えられている。この時代は、当時のヒップホップのトレンドだったアフリカ中心主義とアフリカの伝統の影響を受けたファッションが人気となっていった。
ヒップホップの音楽文化の成長に伴い、そのファッションも変貌を遂げていった。フレッシュ・プリンス、キッドゥン・プレイ、TLCのレフトアイなどのラッパーたちは、蛍光色などの非常に明るい色使いの服装や普段着の活用などの流行を生んだ。他にも、一時期的な流行が、次々と生み出されていった時期であった。
1990年代の中頃には、ギャングスタ・ラップがヒップホップの中心的な存在となり、ヒップホップ系ファッションは、路上で暗躍するギャングや収監された犯罪者たちの格好から大きな影響を受けていく。これらは、極太のパンツや黒色の刺青など、現在のヒップホップ系ファッションにも通じるものも多く、この時期の西海岸におけるチカーノ（メキシコ系アメリカ人）ギャングの文化から派生してきたものである。同時に、チカーノギャングに見られるハンドサインや地元/縄張り意識といった特徴も、西海岸に住むアフリカ系の若者たちに伝播し、すぐに全国的な普及を見せていった。彼(女)らは、ベルトを着用せずに極太のパンツをはくのを好んだが、これは服役囚が新しい制服を配給される前に、まずベルトを押収されたことに由来する文化であった。これに加え、西海岸ではフランネルの上着、コンバースのチャックタイラー・オールスターなどの人気が高まる一方で、東海岸では、パーカー、軍帽、フィールドジャケット、ミリタリー・ブーツ、ティンバーランドのブーツなどが流行した。マスターP、オールド・ダーティ・バスタードなどのラッパーに代表されるように80年代後半から90年代前半にかけて金歯の流行も沸き起こった。
金歯は他人に奪われる危険を冒さずに、自己主張を行うことができる道具であった。またナイキのエアマックスやフィラのスニーカーも、ヒップホップ系ファッションの重要な一部を占めるようになっていった。
90年代の中盤、1983年のスカーフェイスのリメイク版に端を発し、マフィア的な要素がヒップホップの中で人気を集めるようになり、ノトーリアスBIGやジェイZに代表されるフェドラ帽やワニの革靴の流行が始まる。但し、デトロイトなどの中西部の一部では、このような格好は、常に服飾文化の中核であり続けてきていた。
90年代の後半、ヒップホップが安定期・停滞期に入る中、ニューヨーク界隈では、輝くスーツを纏う男として知られたショーン・コムズ（現 ディディ）のビデオに登場した派手で光り輝くスーツや白金の宝石などは、ヒップホップの流行にもなった。コムズは、ショーン・ジョンという自身のクロージングブランドを立ち上げ、ヒップホップ系ファッションを表舞台に紹介すると同時に、巨大産業へと発展していく契機を作り出した。伝統的なアフリカ系アメリカ人的な髪型の復興の兆しも見られる。コーンロウ、アフロ、シーザーショートカットなどが再び人気を集めるようになってきた。シザーズやコーンロウは、その髪型を維持するために、自宅にいるときや睡眠時には、頭全体をバンダナやドゥラグと呼ばれるもので覆うことで維持される。このため、バンダナがヒップホップ系ファッションにおいて、流行するようになった。
「大衆化したヒップホップ」の時代においては、かつては程度の差こそあれ、大よそ似たような傾向を見せてきた男女の服装様式に差異が生まれ始めた。ヒップホップ界の女性は、極太のパンツ、「チンピラ風」サングラス、厳つい容貌、重厚な作業ブーツなどの荒くれ者的なファッションに張り合ってきた。ダ・ブラットに代表されるように、口紅や厚化粧をすることにより、作業ズボンや作業ブーツに女性らしさを加えることで、男性との張り合いを続けてきた。しかしリル・キムやフォキシー・ブラウンの登場で、女性ラッパーたちの潮流に大変革が訪れた。魅惑的で、上品な女性的ヒップホップ・ファッションの流行が始まったのである。ベイビーファットのキモラ・リー・シモンズのデザインなどが典型的なものである。このような女性的なヒップホップ系ファッションが登場してきた中で、ローリン・ヒルやイブのように、伝統的な格好を選択するラッパーもおり、この両方が女性ヒップホップ・ファッションの二大潮流となっている。
ヒップホップ界で最も大きな人気を集める金属が金から白金に移り変わって以来、ミュージシャンもファンも、こぞって白金や銀の宝石を身に着けるようになった。それらの宝石にはダイヤがちりばめられていることも多い。白金の宝石は、ヒップホップの発信者/受信者の両者にとって、一番の自慢の種となっていく。1999年にBGがそのような現象を「ブリン・ブリン」という曲の中で端的に表現した。BGも在籍したキャッシュマネーミリオネアのリル・ウエインがこの「ブリン (bling) 」という言葉を作り出したわけだが、BGのヒットで、この言葉は「高価な宝石」や「浪費と見せびらかしに明け暮れる人生」を意味するヒップホップの俗語として定着していった。またプラチナ製の前歯も人気を集めるようになった。キャッシュマネーレコードのブライアン・ベイビー・ウイリアムスは、全部の歯をプラチナ製の歯と交換している。そこまでしなくとも、グリルや取り外し可能な歯の装飾品を使用する者も多い。
また、カニエ・ウエストのアートディレクターでオフホワイトのデザイナーであるヴァージル・アブローがルイ・ヴィトンのメンズデザイナーに就任するなど、ヒップホップ/ストリート感覚のファッションがいわゆる主流ファッションの世界でも注目され始めている。大衆化したヒップホップの影響を強く受けたことで、ヒップホップ系ファッションは、カジュアル系ファッションとの境界が薄れ、より洗練されたものとなってきた。ヒップホップ系の服が一流のデザイナーによって作られることが多くなり、高価なものも登場してきている。但し、ヒップホップ・ファッションの中心となっているのは、腰パン、金や白金のチェーン、ブーツやスニーカー、バンダナやスカーフ（その上に野球帽をかぶる場合も）などである。
今日、ヒップホップ系ファッションは、世界中でかなりの割合の若者たちに親しまれている。ヒップホップのアーティストやレコード会社の重役たちの中には、ブランドやクロージング・ラインを立ち上げる者も少なくない。ラッセルシモンズがファット・ファームを、キモラ・リー・シモンズがベビーファットを、デイモン・ダッシュとジェイZがロカウエアを、50セントがGユニット・クロージングを、エミネムがシェイディLtdを、アウトキャストがアウトキャスト・クロージングを、ビヨンセ・ノーウェルズがハウスオブデレオンを、それぞれ立ち上げた。さらにヒップホップ系ブランドとして、カール・カナイやFUBU、エコーアンリミテッド、ティンバーランド、アカデミクスなどが挙げられる。ドクタージェイズのように、ヒップホップに影響を受けた洋服を展開している小売業者も多い。
2007年6月ルイジアナ州デルキャンブレでは下着を見せるようなズボンの着用（腰パン）が条例で禁止されるなど、公共の風俗を乱す服装には否定的な世論が多い。また、ヒップホップ系ファッションでは、以前のようなオーバーサイズの服、とりわけ極端に太いパンツはあまり見られなくなった。細身のジーンズを腰で穿き、ハイカットのスニーカーやブーツを合わせるスタイルが主流となっており、カニエ・ウエストやファレル・ウィリアムスといったアーティストが人気を集めるようになって以来、彼らの身に纏うA BATHING APEのような色彩に富んだ服装が人気となった。